# Moskva-Domodedovo Internationale Lufthavn
Moskva-Domodedovo Internationale Lufthavn (russisk: Домодедово, Московский аэропорт) (IATA: DME, ICAO: UUDD) er en international lufthavn i Rusland. Den er beliggende en kilometer vest for Domodedovo i Moskva oblast, 42 km sydøst fra centrum af landets hovedstad Moskva.
I 2012 betjente lufthavnen cirka 28.000.000 passagerer og havde 253.500 start- og landinger, og var da den landets travleste. Domodedovo er én af tre hovedlufthavne i Moskva-området sammen med Sjeremetevo og Vnukovo. I 2016-17 var Sjeremetevo den travleste internationale lufthavn i Moskva-området med 39.641.443 passagerer. Domodedovo den næst vigtigste med 30.657.854 passagerer og Vnukovo den mindste af de tre internationale lufthavne med 18.138.865 passagerer.

## Historie
I marts 1964 åbnede lufthavnen, og første flyvning gik til Jekaterinburg med et Tupolev Tu-104 fly. Det var planen at Domodedovo skulle betjene meget langdistance indenrigstrafik, og lufthavnen åbnede officielt først i maj 1965. En ekstra landingsbane der gik parallelt med den første, blev åbnet allerede 18 måneder efter den første flyvning. 
Selskabet East Line Group investerede i 1993 og 94 i flere bygninger i lufthavnen, og de opførte blandt andet en ny lufthavnsterminal. Op igennem 2000'erne blev der investeret massivt i nye bygninger og faciliteter. Den forbedrede infrastruktur gjorde at lufthavnen fra 2009 kunne trække flere store flyselskaber til som kunder, i stærk konkurrence med den anden store internationale lufthavn i Sjeremetevo.
Lufthavnen har været mål for to terrorrelaterede aktioner siden årtusindskiftet. I 2004 blev der fra lufthavnen smuglet bomber med ombord på to indenrigsfly; bomberne detonerede, da flyene var i luften, og samtlige 90 passagerer omkom. I 2011 detonerede en bombe i lufthavnen, formodentlig i en selvmordsbombning, og dræbte 37 mennesker, mens 170 blev såret.

## Galleri
- Direkte togforbindelse fra lufthavnen til centrum af Moskva.
- Et Uzbekistan Airways Boeing 757-200 under landing i februar 2009.
- Et Airbus A380 på forpladsen.
- Terminal B benyttes kun til indenrigsflyvninger.